# سیارک ۱۰۴۲۱
سیارک ۱۰۴۲۱ (به انگلیسی: 10421 Dalmatin، نامگذاری:1999AY6) ده هزار و چهارصد و بیست و یکمین سیارک کشف شده‌است که در ۹ ژانویه ۱۹۹۹ کشف شد.
قدر مطلق سیارک برابر ۱۷٫۸ است.